# Diocesi di Agatonice
La diocesi di Agatonice (in latino Dioecesis Agathoniciana) è una sede soppressa e sede titolare della Chiesa cattolica.

## Storia
Agatonice, identificabile con Palicastro o con Belasitsa a nord di Plovdiv nell'odierna Bulgaria, è un'antica sede vescovile della provincia romana di Tracia nella diocesi civile omonima. Faceva parte del patriarcato di Costantinopoli ed era suffraganea dell'arcidiocesi di Filippopoli.
La sede non è menzionata dal Le Quien nell'opera Oriens Christianus. Le fonti attestano l'esistenza di un solo vescovo, Basilio, documentato da un suo sigillo, datato alla seconda metà dell'XI secolo.
Essa appare per la prima volta in una lista di vescovati di Tracia dell'inizio del X secolo con il nome di Agathonikia, ed è ancora documentata nelle Notitiae Episcopatuum fino al XII-XIII secolo.
Dal XVIII secolo Agatonice è annoverata tra le sedi vescovili titolari della Chiesa cattolica; la sede è vacante dal 1º febbraio 1993.

## Cronotassi

### Vescovi greci
- Basilio † (seconda metà dell'XI secolo)

### Vescovi titolari
- Ferdinand Oesterhoff, O.Cist. † (20 dicembre 1723 - 22 ottobre 1748 deceduto)
- Jean-Baptiste Lamy † (19 luglio 1850 - 29 luglio 1853 nominato vescovo di Santa Fe)
- Pasquale (Amato) Pagnucci, O.F.M. † (15 aprile 1867 - 1º febbraio 1901 deceduto)[3]
- William Brasseur, C.I.C.M. † (10 giugno 1948 - 1º febbraio 1993 deceduto)